# Filippo (antipapa)
Filippo (fl. VIII secolo) è stato un prete italiano, antipapa per un solo giorno, il 31 luglio 768.

## Biografia
Oggetto delle trame altrui, più che attivo per proprio conto, fu cappellano del monastero di San Vito sull'Esquilino. Il primicerio papale del tempo, Cristoforo, aveva cercato l'aiuto dei Longobardi per deporre Costantino II, che era sostenuto della fazione militare romana. Quando Costantino II fu fatto prigioniero, Valdiperto, inviato del re dei Longobardi Desiderio, accompagnò Sergio, fratello di Cristoforo, nel suo attacco a Roma, ponendo così fine al papato di Costantino II. Valdiperto installò quindi Filippo come papa. Cristoforo, essendo venuto a conoscenza di ciò, dichiarò che non sarebbe entrato in Roma finché Filippo non fosse stato rimosso. Filippo fu così costretto a ritornare al proprio monastero. Cristoforo entrò in Roma e fece eleggere papa Stefano III.